# テレビサ

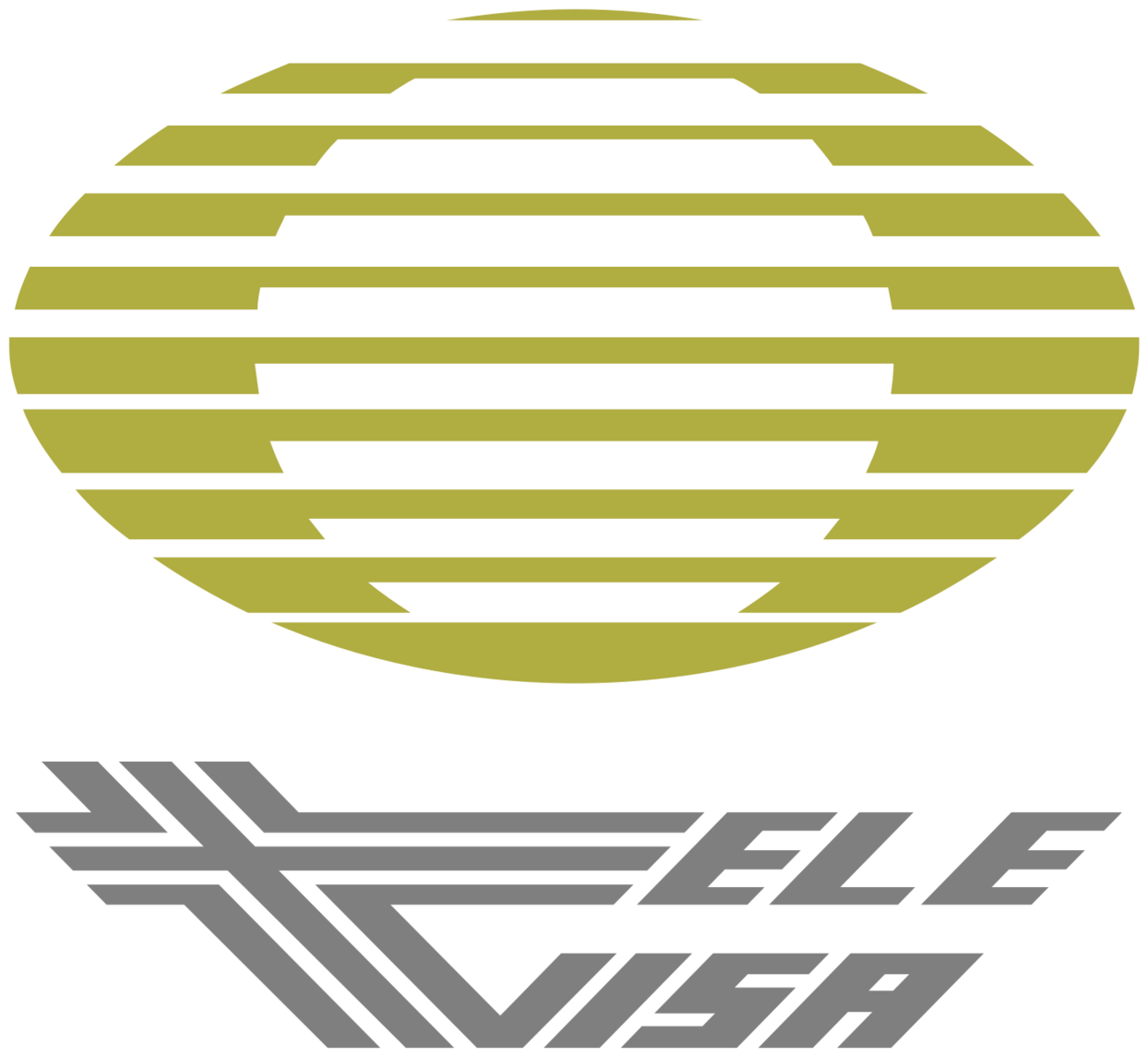

グルーポ・テレビサ（Grupo Televisa、NYSE: TV）はメキシコ、そしてスペイン語圏最大のテレビ局。メキシコシティに本拠を置く。多くの番組はアメリカのユニビジョンでも放送される。

## 歴史

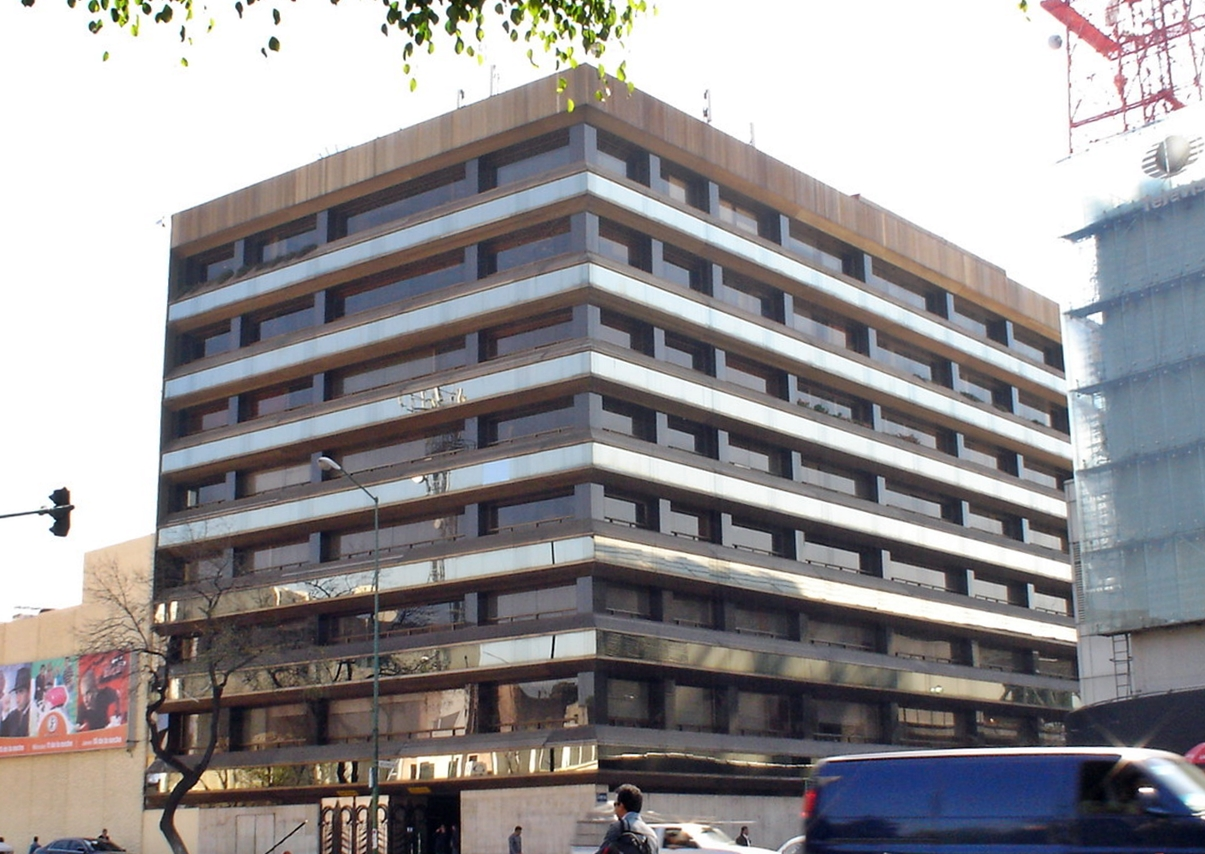
テレビサの本社ビル

1950年に設立。テレシステマ・メヒカーノ(Telesistema Mexicano)とテレビシオン・インデペンディエンテ・デ・メヒコ(Televisión Independiente de México)が合併され、1973年に現在の名称になった。1991年には日本の日本放送協会（NHK）のシステムを使っての初のハイビジョン放送がスタートした。
2004年9月2日には京都放送（KBS京都・京都市）と相互独占配給契約を結んだと報じられ、同年10月4日より京都放送テレビにて月曜 - 木曜22時よりテレノベラ『ゲーム・オブ・ライフ』の放送を開始。京都放送の自社制作番組ではスタジオに番組ポスターを掲示するなど力を入れていたものの2005年1月4日に放送予定であった特別番組を突如休止し別番組に差し替え、以降番組は無期限の放送休止状態となっている。京都放送は2月28日放送の『Live5』にて現地の広告代理店との間に契約不履行が生じたためと説明し謝罪。京都放送の社長・副社長・常務などが役員報酬カット、社長の加藤哲夫が引責辞任。そして同年、京都放送は更生会社となった1995年度以降で初の赤字となった。なお京都放送の番組がテレビサで放送されたという報道はない。

## チャンネル
- XEW-TV  - メキシコの第2チャンネルに相当。午後4時から10時までテレノベラが放送され、午後6時台のニュースを除き、毎日ドラマが放送されている。
- XHGC-TV - メキシコの第5チャンネルに相当。主に子供向け番組や、海外ドラマが放送されている。
- XEQ-TV（NU9VE） - メキシコの第9チャンネルに相当。

## 外部サイト
- Televisa.com